# Deutscher Samariter-Bund
Der Deutsche Samariter-Bund war ein Dachverband deutscher Vertreter des Samariterwesens, der in den 1880er Jahren entstand und formell von September 1896 bis zu seiner Auflösung im März 1934 bestand. Der Deutsche-Samariter-Bund wurde im Zuge der nationalsozialistischen Gleichschaltung aufgelöst und samt Vermögen dem Deutschen Roten Kreuz angeschlossen.

## Geschichte
Der Deutsche Samariter-Bund entstand in den 1880er und 1890er Jahren, als die Zahl der Samariterkurse und Samaritervereine in Deutschland – nach dem Vorbild der Kurse von Friedrich von Esmarch und seiner Gründung des „Deutschen Samaritervereins“ in Kiel – immer weiter zunahm. So war auch in Berlin ein Zweigverein unter dem Vorsitz des Generaladjutanten Kaiser Wilhelms I., General der Kavallerie Alfred Bonaventura von Rauch, gegründet worden.
Es hatte sich innerhalb der Samariterbewegung das Bedürfnis entwickelt, die noch unabhängig nebeneinander bestehenden Initiativen und Vereine zu einem Dachverband zu vereinigen, um einheitliche Grundsätze zu entwickeln und gegenüber anderen im Rettungswesen tätigen Vereinigungen und auch staatlichen Behörden und Institutionen wirkungsvoller auftreten zu können. Im September 1894 versammelten sich deutsche und ausländische Vertreter des Samariterwesens als Sektion XIX (Rettungswesen) auf dem VIII. „Internationalen Kongress für Hygiene und Demographie“ in Budapest. Nach Beendigung der letzten Sitzung beauftragten die anwesenden deutschen Vertreter des Samariterwesens Assmus aus Leipzig, im Sinne der Kongressbeschlüsse für das Jahr 1895 die Vertreter aller bis dahin gegründeten deutschen Rettungsgesellschaften und Samaritervereine, aber auch Stadtverwaltungen, Feuerwehren – überhaupt alle Körperschaften, welche sich mit dem Rettungs- und Sanitätshilfsdienst im Frieden befassten –, nach einer deutschen Stadt einzuberufen. Diese erste deutsche Samariterversammlung fand vom 22. bis 25. August 1895 in Kassel statt.
Auf der Versammlung in Kassel wurden u. a. folgende Anträge angenommen:
- Alle Vereine und Körperschaften, die sich dem Samariter- und Rettungswesen in Friedenszeiten widmen, sollten innerhalb der deutschen Länder bzw. der preußischen Provinzen zu Landessamariterverbänden zusammentreten. Solche Organisationen, die über die Grenzen eines Bundeslandes oder einer Provinz hinausgingen, konnten unmittelbar Mitglied des Deutschen Samariterbundes werden.
- Es sollte jedes Jahr an wechselnden Orten in Deutschland ein „Deutscher Samaritertag“ stattfinden, der zum allgemeinen Erfahrungsaustausch und zur weiteren Förderung des Samaritergedankens dienen sollte.
- Zum Ehrenpräsidenten des Deutschen Samariterbundes wurde Friedrich von Esmarch ernannt.
- Als Bundes- und Verbandszeitschrift wurde die in Leipzig erscheinende Zeitschrift „Der Samariter“ anerkannt.

Aufgrund der Kasseler Beschlüsse trat am 8. April 1896 in Berlin der provisorische Hauptausschuss zusammen, um Zeit, Ort und Tagesordnung des ersten deutschen Samaritertages zu bestimmen, der schließlich vom 18. bis 20. September 1896 in Berlin unter Beteiligung von 127 Teilnehmern und 25 Vertretern von Staatsbehörden stattfand.
Mit der Annahme einer in den folgenden Jahren nur noch geringfügig geänderten Satzung war nun auch formaljuristisch die endgültige Gründung des Deutschen Samariterbundes vollzogen.
Bis zum Jahr 1913 fanden elf „Samariter-Tage“ statt.
Im Jahre 1908 wurde eine Umbenennung in „Deutsche Gesellschaft für Samariter- und Rettung(s)wesen“ vorgenommen.
Mit Beginn des Ersten Weltkrieges setzte der Niedergang der in der Deutschen Gesellschaft für Samariter- und Rettungswesen zusammengeschlossenen Samariterorganisationen ein. Die freiwilligen Rettungs- und Samaritervereine litten zunächst unter den personellen Ausfällen in ihrer aktiven Mitgliedschaft bzw. schlossen sich dem Deutschen Roten Kreuz an. Einberufungen zum Militär betrafen sowohl die Ärzte wie auch das übrige Helferpotential der Samariterorganisationen, die die entstandenen Lücken nicht oder nur unter größten Schwierigkeiten schließen konnten. Viele der verbliebenen Samaritervereine mussten daher ihre bisherige praktische Tätigkeit einschränken oder ganz einstellen.
Nach Kriegsende kehrten zunächst viele ehemalige Aktive nicht zu ihren Vereinen zurück. Schließlich brach unter dem Druck der wirtschaftlichen Verhältnisse am Beginn der Weimarer Republik (Staatsverschuldung, Finanznot der Gemeinden, Inflation, Spendenrückgang usw.) die finanzielle Grundlage der Vereine weg. Auch die „Deutsche Gesellschaft für Samariter- und Rettungswesen“ konnte als reichsweiter Dachverband in der Weimarer Republik nicht mehr an die Rolle anknüpfen, die er bis zum Kriegsbeginn 1914 gespielt hatte. Zwar bestand der Verband während des Ersten Weltkrieges und danach formaljuristisch weiter. Als jedoch im Jahre 1926 bei Paul Streffer, dem 1912 gewählten Vorsitzenden, gerichtlicherseits angefragt wurde, was aus der Gesellschaft geworden sei, zeigte sich in der handschriftlichen Antwort an das Amtsgericht der ganze Niedergang bis zu diesem Zeitpunkt: Streffer teilte mit, „dass umstehend gefragte Gesellschaft während des Krieges ihre Tätigkeit eingestellt hat. Ob sie sie später wieder aufgenommen hat, ist mir nicht bekannt, da ich keine Beziehungen mehr zu ihr habe“. Angeregt durch die Anfrage versuchte Streffer aber wenig später, die Tätigkeit wieder aufleben zu lassen, und es gelang ihm sogar 1927 mit einigen Mitstreitern die Durchführung eines „12. Deutschen Samaritertages“, des ersten seit 1913. Letzter Vorsitzender der Deutschen Gesellschaft für Samariter- und Rettungswesen war der Arzt Alfred Saupe. Eine erwähnenswerte Wirkung ging aber nach dem Ersten Weltkrieg von der Gesellschaft nicht mehr aus.
In Sachsen, das bereits vor dem Kriege das Hauptbetätigungsfeld der Samaritervereine war, führte der „Landes-Samariter-Verband Sachsen“ auch nach 1918 weiter regelmäßige Landesversammlungen der noch verbliebenen sächsischen Samaritervereine durch. Nach einer Umfrage vom Februar 1927 zählten dazu noch 45 Samaritervereine mit 5010 persönlichen und 110 kooperativen sowie 1874 aktiven Mitgliedern. Der „Landes-Samariter-Verband Sachsen“ wie auch alle seine Mitgliedsvereine wurden schließlich am 19. März 1934 im Zuge der nationalsozialistischen Gleichschaltung des zivilen Sanitätswesen aufgelöst und samt Vermögen dem Deutschen Roten Kreuz angeschlossen.

## Esmarch-Medaille
Zur Feier des 80. Geburtstages des Begründers der deutschen Samariterbewegung, Friedrich von Esmarch, stiftete der Deutsche Samariterbund am 9. Januar 1903 die „Esmarch-Medaille“. Sie wurde an Vereinigungen oder Einzelpersonen verliehen, die sich um die Förderung des Samariter- und Rettungswesens verdient gemacht hatten.